# 加里·塔克
加里·罗伯特·塔克（Gary Robert Tuck，1954年9月6日—）出生于美国纽约州阿姆斯特丹，過去曾是美国职棒大联盟纽约洋基的牛棚教练。他拥有23年的棒球执教经验，最有名的是他用书法书写先发名单。
塔克毕业于印第安那大学，他从蒙特利尔博览会开始自己的职业生涯，他在球队的小联盟担任捕手，但三年之后他就选择退役。1980年和1981年他分别担任圣母大学和亚利桑那州立大学的助理教练，并在亚利桑那州立大学获得NCAA的冠军。随后他进入休士顿太空人，在球团待了8年，曾在1986年率领2A的卡罗莱纳泥猫获得当年的冠军，他本人获得南部联盟年度最佳教练的荣誉。
1989年塔克成为纽约洋基3A哥伦布快船的教练。1990年他进入大联盟，成为洋基队的板凳教练。第二年他离开洋基，成为克里夫兰印地安人1A球队的总教练，之后他转而担任球团的球探。
1996年塔克重回洋基，担任1A球队的总教练。1998年和1999年他担任洋基牛棚教练，随球队两次获得世界大赛冠军。2006年他来到佛罗里达马林鱼担任板凳教练，辅佐前洋基捕手乔·吉拉迪。
2007年开始担任波士顿红袜的牛棚教练，并在2007年再次获得世界大赛冠军。
2014年塔克三度重回洋基开始担任牛棚教练，接替明年擔任亞利桑那響尾蛇的投手教練的麥克·哈基。
2015年，塔克拒絕他的合同選項，並離開了洋基隊。